# اوپن‌نت اینیشیتیو
اوپن نت اینیشیتیو (به انگلیسی: OpenNet Initiative) یک پروژهٔ مشترک است که هدفش نظارت و گزارش فیلترینگ اینترنت و کارهای نظارتی کشورها است. این پروژه از شماری امکانات فنی و همچنین یک شبکهٔ جهانی از محققان برای تشخیص گستره و نوع فیلترینگ‌های دولتی اینترنت بهره می‌برد. مؤسسه‌های دانشگاهی مشارکت‌کننده در این پروژه شامل سیتیزن لب، مرکز مطالعات بین‌المللی مانک، دانشگاه تورنتو، مرکز اینترنت و جامعه برکمن، دانشکده حقوق هاروارد، مؤسسه اینترنت آکسفورد از دانشگاه آکسفورد و گروهی از دانشگاه کمبریج می‌شود.